# Aristolochia foveolata
Aristolochia foveolata Merr. – gatunek rośliny z rodziny kokornakowatych (Aristolochiaceae Juss.). Występuje naturalnie na Tajwanie i Filipinach.

## Morfologia
PokrójBylina pnąca i płożąca o nagich pędach.
LiścieMają owalnie lancetowaty lub lancetowaty kształt. Mają 5–15 cm długości oraz 2–3 cm szerokości. Są skórzaste. Nasada liścia ma sercowaty kształt. Ze spiczastym wierzchołkiem. Są owłosione od spodu. Ogonek liściowy jest nagi i ma długość 3–6 cm.
KwiatyZebrane są po 3–4 w gronach o długości 2–3 cm. Mają brązowo-purpurową barwę. Dorastają do 14 mm długości i 3 mm średnicy. Mają kształt wyprostowanej lub lekko wygiętej tubki. Łagiewka jest kulista u podstawy.
OwoceTorebki o odwrotnie jajowatym lub cylindrycznym kształcie. Mają 2–2,5 cm długości i 1,5 cm szerokości. Pękają u podstawy.

## Biologia i ekologia
Rośnie w zaroślach. Występuje na wysokości od 500 do 1000 m n.p.m. Kwitnie od maja do lipca, natomiast owoce pojawiają się od sierpnia do października.